# Ligier JS43

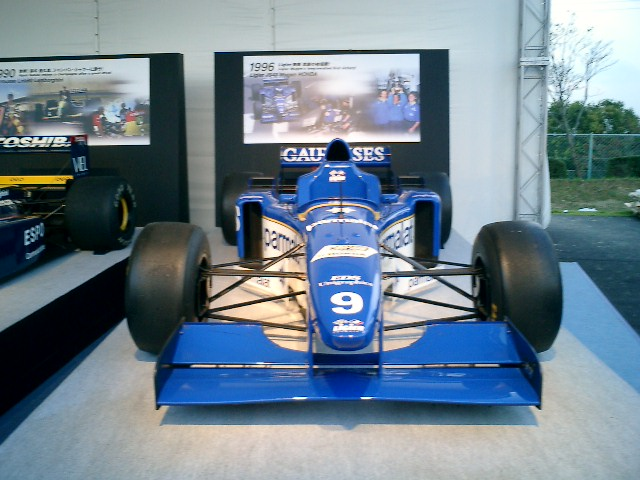
Ligier JS43

Der Ligier JS43 war der letzte Formel-1-Rennwagen von Ligier.
Der von Frank Dernie konstruierte Wagen nahm an allen 16 Rennen der Formel-1-Saison 1996 teil, wurde vom Franzosen Olivier Panis sowie dem Brasilianer Pedro Diniz gesteuert und fuhr einen ersten Platz heraus – wodurch das Team in seiner letzten Saison die Konstrukteurswertung mit 15 Punkten auf dem sechsten Rang von elf beendete.
Panis gewann seinen ersten und einzigen Grand Prix beim chaotischen Rennen in Monaco, wodurch das Team erstmals seit dem Großen Preis von Kanada 1981 wieder siegte.
Der V10-Motor MF301HA kam von Mugen.

## Ergebnisse
| Fahrer               | Nr.                  | 1  | 2 | 3   | 4   | 5   | 6   | 7   | 8   | 9   | 10  | 11  | 12  | 13  | 14  | 15  | 16  | Punkte | Rang |
| -------------------- | -------------------- | -- | - | --- | --- | --- | --- | --- | --- | --- | --- | --- | --- | --- | --- | --- | --- | ------ | ---- |
| Formel-1-Saison 1996 | Formel-1-Saison 1996 |    |   |     |     |     |     |     |     |     |     |     |     |     |     |     |     | 15     | 6.   |
| O. Panis             | 09                   | 7  | 6 | 8   | DNF | DNF | 1   | DNF | DNF | 7   | DNF | 7   | 5   | DNF | DNF | 10  | 7   | 15     | 6.   |
| P. Diniz             | 10                   | 10 | 8 | DNF | 10  | 7   | DNF | 6   | DNF | DNF | DNF | DNF | DNF | DNF | 6   | DNF | DNF | 15     | 6.   |

| Legende  | Legende            | Legende                                                          |
| Farbe    | Abkürzung          | Bedeutung                                                        |
| -------- | ------------------ | ---------------------------------------------------------------- |
| Gold     | –                  | Sieg                                                             |
| Silber   | –                  | 2. Platz                                                         |
| Bronze   | –                  | 3. Platz                                                         |
| Grün     | –                  | Platzierung in den Punkten                                       |
| Blau     | –                  | Klassifiziert außerhalb der Punkteränge                          |
| Violett  | DNF                | Rennen nicht beendet (did not finish)                            |
| Violett  | NC                 | nicht klassifiziert (not classified)                             |
| Rot      | DNQ                | nicht qualifiziert (did not qualify)                             |
| Rot      | DNPQ               | in Vorqualifikation gescheitert (did not pre-qualify)            |
| Schwarz  | DSQ                | disqualifiziert (disqualified)                                   |
| Weiß     | DNS                | nicht am Start (did not start)                                   |
| Weiß     | WD                 | zurückgezogen (withdrawn)                                        |
| Hellblau | PO                 | nur am Training teilgenommen (practiced only)                    |
| Hellblau | TD                 | Freitags-Testfahrer (test driver)                                |
| ohne     | DNP                | nicht am Training teilgenommen (did not practice)                |
| ohne     | INJ                | verletzt oder krank (injured)                                    |
| ohne     | EX                 | ausgeschlossen (excluded)                                        |
| ohne     | DNA                | nicht erschienen (did not arrive)                                |
| ohne     | C                  | Rennen abgesagt (cancelled)                                      |
| ohne     | keine WM-Teilnahme |                                                                  |
| sonstige | P/fett             | Pole-Position                                                    |
| sonstige | 1/2/3/4/5/6/7/8    | Punktplatzierung im Sprint-/Qualifikationsrennen                 |
| sonstige | SR/kursiv          | Schnellste Rennrunde                                             |
| sonstige | *                  | nicht im Ziel, aufgrund der zurückgelegten Distanz aber gewertet |
| sonstige | ()                 | Streichresultate                                                 |
| sonstige | unterstrichen      | Führender in der Gesamtwertung                                   |